# Neymar
Neymar da Silva Santos Júnior, mer känd som Neymar eller Neymar Jr, född 5 februari 1992 i Mogi das Cruzes i São Paulo i Brasilien, är en brasiliansk fotbollsspelare som spelar för Santos och Brasiliens landslag. 

## Klubbkarriär
Neymar debuterade tidigt i det brasilianska landslaget och hans insatser på fotbollsplanen ledde till ett stort intresse från flera europeiska klubbar, däribland FC Barcelona, Chelsea FC, Manchester City, FC Bayern och Real Madrid, men till slut valde Neymar att skriva kontrakt med Barcelona.
Neymar tilldelades Fifa Puskás Award för 2011 års vackraste mål i världsfotbollen. Målet gjordes mot Flamengo säsongen 2010/2011.     

### Santos
Neymar debuterade 7 mars 2009 för Santos i en 2–1-vinst mot Oeste där han spelade de sista 30 minuterna.

### FC Barcelona
Våren 2013 skrev Neymar på för FC Barcelona, trots att han sagt att han inte ville lämna Santos förrän VM 2014.
På sitt första El Clásico mellan Barcelona och Real Madrid på Camp Nou den 26 oktober 2013 gjorde Neymar matchens första mål när Barcelona vann med 2–1. Han assisterade dessutom Alexis Sánchez till andra målet.
Torsdagen den 3 augusti 2017 bekräftade Barcelona att Neymars kontrakt hade avslutats.

### Paris Saint-Germain
Den 3 augusti 2017 meddelade Paris Saint-Germain att Neymar hade skrivit på ett femårskontrakt med klubben som sträckte sig till 30 juni 2022. Hans utköpsklausul och tillika övergång kostade 222 miljoner euro (drygt 2,1 miljarder kronor vid rådande eurokurs 9,62 kronor). Neymar blev därmed världens dyraste övergång, betydligt dyrare än när Paul Pogba gick från Juventus till Manchester United säsongen dessförinnan för cirka 1 miljard kronor.

### Al-Hilal
Den 15 augusti 2023 värvades Neymar av saudiska Al-Hilal.

## Landslagskarriär
År 2012 fick Neymar en förfrågan av det brasilianska förbundet om han ville representera Brasilien i OS 2012, vilket han tackade ja till. Neymar spelade i OS 2012 med laget Brasilien. Laget förlorade i finalen mot Mexiko. Han spelade även i OS 2016, som startade knackigt för värdnationen men slutade vackert med vinst för Neymars Brasilien.  
I VM 2014 var Neymar tänkt att vara den absolut största kuggen i laget och presterade väldigt bra trots den stora pressen. Efter en ryggskada mot Colombia i kvartsfinalen missade han resten av turneringen. Neymars skada och Thiago Silvas avstängning var antagligen en stor bidragande faktor till det mest extraordinära resultatet någonsin i en VM-match, 1-7 mot Tyskland. 
I november 2022 blev Neymar uttagen i Brasiliens trupp till VM 2022.

## Meriter

### Klubblag
Santos
- Campeonato Paulista: 2010, 2011, 2012
- Copa do Brasil: 2010
- Copa Libertadores: 2011
- Recopa Sudamericana: 2012

FC Barcelona
- La Liga: 2014/2015, 2015/2016
- Uefa Champions League: 2014/2015
- Copa del Rey: 2014/2015, 2015/2016, 2016/2017
- Supercopa de España: 2013, 2016
- Uefa Super Cup: 2015
- Världsmästerskapet i fotboll för klubblag: 2015

Paris Saint-Germain
- Ligue 1 : 2017–18, 2018–19, 2019–20, 2021–22, 2022-23
- Coupe de France: 2017–18
- Coupe de la Ligue: 2017–18
- Trophée des Champions: 2018

### Brasilien
- Fifa Confederations Cup: 2013 (Guld)
- Olympiska spelen: 2016 (Guld)

### Individuellt
- Uttagen i årets lag i Série A: 2010, 2011, 2012
- Årets spelare i Série A: 2011
- Sydamerikas bästa fotbollsspelare: 2011, 2012
- Årets unga spelare utsedd av World Soccer: 2011
- Fifa Puskás Award: 2011
- Samba d'or: 2014, 2015, 2017
- FIFA World XI Team (FIFA:s Världslag): 2015, 2017
- UEFA Team of the Year: 2015

## Karriärstatistik

### Klubbkarriär
- Uppdaterad 15 december 2019.[8][9]

| Klubb               | Säsong           | Liga        | Liga        | Distriktsmästerskap                     | Distriktsmästerskap                     | Cupen           | Cupen           | Kontinentalt       | Kontinentalt       | Interkontinentalt | Interkontinentalt | Totalt  | Totalt |
| Klubb               | Säsong           | Matcher     | Mål         | Matcher                                 | Mål                                     | Matcher         | Mål             | Matcher            | Mål                | Matcher           | Mål               | Matcher | Mål    |
| Brasilien           | Brasilien        | Brasileirão | Brasileirão | Paulista                                | Paulista                                | Copa do Brasil  | Copa do Brasil  | Copa Libertadores1 | Copa Libertadores1 | VM för klubblag   | VM för klubblag   | Totalt  | Totalt |
| ------------------- | ---------------- | ----------- | ----------- | --------------------------------------- | --------------------------------------- | --------------- | --------------- | ------------------ | ------------------ | ----------------- | ----------------- | ------- | ------ |
| Santos              | 2009             | 33          | 10          | 12                                      | 3                                       | 3               | 1               | –                  | –                  | –                 | –                 | 48      | 14     |
| Santos              | 2010             | 31          | 17          | 19                                      | 14                                      | 8               | 11              | 2                  | 0                  | –                 | –                 | 60      | 42     |
| Santos              | 2011             | 21          | 13          | 11                                      | 4                                       | –               | –               | 13                 | 6                  | 2                 | 1                 | 47      | 24     |
| Santos              | 2012             | 17          | 14          | 16                                      | 20                                      | –               | –               | 14                 | 9                  | –                 | –                 | 47      | 43     |
| Santos              | 2013             | 1           | 0           | 18                                      | 12                                      | 4               | 1               | –                  | –                  | –                 | –                 | 23      | 13     |
| Santos              | Total            | 103         | 54          | 76                                      | 53                                      | 15              | 13              | 29                 | 15                 | 2                 | 1                 | 225     | 136    |
| Spanien             | Spanien          | La Liga     | La Liga     | Supercopa de España                     | Supercopa de España                     | Copa del Rey    | Copa del Rey    | Champions League1  | Champions League1  | VM för klubblag   | VM för klubblag   | Totalt  | Totalt |
| Barcelona           | 2013–14          | 26          | 9           | 2                                       | 1                                       | 3               | 1               | 10                 | 4                  | –                 | –                 | 41      | 15     |
| Barcelona           | 2014–15          | 33          | 22          | 0                                       | 0                                       | 6               | 7               | 12                 | 10                 | –                 | –                 | 51      | 39     |
| Barcelona           | 2015–16          | 34          | 24          | 0                                       | 0                                       | 5               | 4               | 9                  | 3                  | 1                 | 0                 | 49      | 31     |
| Barcelona           | 2016–17          | 30          | 13          | 0                                       | 0                                       | 6               | 3               | 9                  | 4                  | –                 | –                 | 45      | 20     |
| Barcelona           | Totalt           | 123         | 68          | 2                                       | 1                                       | 20              | 15              | 40                 | 21                 | 1                 | 0                 | 186     | 105    |
| Frankrike           | Frankrike        | Ligue 1     | Ligue 1     | Coupe de la Ligue/Trophée des Champions | Coupe de la Ligue/Trophée des Champions | Coupe de France | Coupe de France | Champions League1  | Champions League1  | VM för klubblag   | VM för klubblag   | Totalt  | Totalt |
| Paris Saint-Germain | 2017–18          | 20          | 19          | 2                                       | 1                                       | 1               | 2               | 7                  | 6                  | –                 | –                 | 30      | 28     |
| Paris Saint-Germain | 2018–19          | 17          | 15          | 2                                       | 1                                       | 3               | 2               | 6                  | 5                  | –                 | –                 | 28      | 23     |
| Paris Saint-Germain | 2019–20          | 9           | 7           | 0                                       | 0                                       | 0               | 0               | 2                  | 1                  | –                 | –                 | 11      | 8      |
| Paris Saint-Germain | Totalt           | 46          | 41          | 4                                       | 2                                       | 4               | 4               | 15                 | 12                 | 0                 | 0                 | 69      | 59     |
| Karriären totalt    | Karriären totalt | 272         | 163         | 82                                      | 56                                      | 39              | 32              | 84                 | 48                 | 3                 | 1                 | 480     | 300    |

- 1Inkluderar Copa Sudamericana, Recopa Sudamericana.

### Internationell karriär
Korrekt per den 13 oktober 2019.
| Landslag  | År     | Matcher | Mål |
| --------- | ------ | ------- | --- |
| Brasilien | 2010   | 2       | 1   |
| Brasilien | 2011   | 13      | 7   |
| Brasilien | 2012   | 12      | 9   |
| Brasilien | 2013   | 19      | 10  |
| Brasilien | 2014   | 14      | 15  |
| Brasilien | 2015   | 9       | 4   |
| Brasilien | 2016   | 6       | 4   |
| Brasilien | 2017   | 8       | 3   |
| Brasilien | 2018   | 13      | 7   |
| Brasilien | 2019   | 5       | 1   |
| Totalt    | Totalt | 101     | 61  |

### Internationella mål
| Neymars landslagsmål | Neymars landslagsmål | Neymars landslagsmål                                 | Neymars landslagsmål | Neymars landslagsmål | Neymars landslagsmål | Neymars landslagsmål              |
| Nr                   | Datum                | Plats                                                | Motståndare          | Mål                  | Resultat             | Tävling                           |
| 2010                 | 2010                 | 2010                                                 | 2010                 | 2010                 | 2010                 | 2010                              |
| -------------------- | -------------------- | ---------------------------------------------------- | -------------------- | -------------------- | -------------------- | --------------------------------- |
| 1                    | 10 augusti 2010      | New Meadowlands Stadium, New Jersey, USA             | USA                  | 1–0                  | 2–0                  | Internationell vänskapsmatch      |
| 2011                 |                      |                                                      |                      |                      |                      |                                   |
| 2                    | 27 mars 2011         | Emirates Stadium, London, England                    | Skottland            | 1–0                  | 2–0                  | Internationell vänskapsmatch      |
| 3                    | 27 mars 2011         | Emirates Stadium, London, England                    | Skottland            | 2–0                  | 2–0                  | Internationell vänskapsmatch      |
| 4                    | 13 juli 2011         | Estadio Mario Alberto Kempes, Córdoba, Argentina     | Ecuador              | 2–1                  | 4–2                  | 2011 Copa América                 |
| 5                    | 13 juli 2011         | Estadio Mario Alberto Kempes, Córdoba, Argentina     | Ecuador              | 4–2                  | 4–2                  | 2011 Copa América                 |
| 6                    | 10 augusti 2011      | Mercedes-Benz Arena, Stuttgart, Tyskland             | Tyskland             | 2–3                  | 2–3                  | Internationell vänskapsmatch      |
| 7                    | 28 september 2011    | Estádio Olímpico do Pará, Belém, Brasilien           | Argentina            | 2–0                  | 2–0                  | 2011 Superclásico de las Américas |
| 8                    | 8 oktober 2011       | Estadio Nacional de Costa Rica, San José, Costa Rica | Costa Rica           | 1–0                  | 1–0                  | Internationell vänskapsmatch      |
| 2012                 |                      |                                                      |                      |                      |                      |                                   |
| 9                    | 30 maj 2012          | Landover, USA                                        | USA                  | 1–0                  | 4–1                  | Internationell vänskapsmatch      |
| 10                   | 10 september 2012    | Estádio do Arruda, Recife, Brasilien                 | Kina                 | 2–0                  | 8–0                  | Internationell vänskapsmatch      |
| 11                   | 10 september 2012    | Estádio do Arruda, Recife, Brasilien                 | Kina                 | 5–0                  | 8–0                  | Internationell vänskapsmatch      |
| 12                   | 10 september 2012    | Estádio do Arruda, Recife, Brasilien                 | Kina                 | 6–0                  | 8–0                  | Internationell vänskapsmatch      |
| 13                   | 19 september 2012    | Estádio Serra Dourada, Goiânia, Brasilien            | Argentina            | 2–1                  | 2–1                  | 2012 Superclásico de las Américas |
| 14                   | 11 oktober 2012      | Swedbank Stadion, Malmö, Sverige                     | Irak                 | 5–0                  | 6–0                  | Internationell vänskapsmatch      |
| 15                   | 16 oktober 2012      | Stadion Miejski, Wrocław, Polen                      | Japan                | 2–0                  | 4–0                  | Internationell vänskapsmatch      |
| 16                   | 16 oktober 2012      | Stadion Miejski, Wrocław, Polen                      | Japan                | 3–0                  | 4–0                  | Internationell vänskapsmatch      |
| 17                   | 15 november 2012     | MetLife Stadium, New Jersey, USA                     | Colombia             | 1–1                  | 1–1                  | Internationell vänskapsmatch      |
| 2013                 |                      |                                                      |                      |                      |                      |                                   |
| 18                   | 6 april 2013         | Estadio Ramón Tahuichi Aguilera, Santa Cruz, Bolivia | Bolivia              | 2–0                  | 4–0                  | Internationell vänskapsmatch      |
| 19                   | 6 april 2013         | Estadio Ramón Tahuichi Aguilera, Santa Cruz, Bolivia | Bolivia              | 3–0                  | 4–0                  | Internationell vänskapsmatch      |
| 20                   | 24 april 2013        | Estádio Mineirão, Belo Horizonte, Brasilien          | Chile                | 2–1                  | 2–2                  | Internationell vänskapsmatch      |
| 21                   | 15 juni 2013         | Estádio Nacional Mané Garrincha, Brasília, Brasilien | Japan                | 1–0                  | 3–0                  | Fifa Confederations Cup 2013      |
| 22                   | 19 juni 2013         | Estádio Castelão, Fortaleza, Brasilien               | Mexiko               | 1–0                  | 2–0                  | Fifa Confederations Cup 2013      |
| 23                   | 22 juni 2013         | Itaipava Arena Fonte Nova, Salvador, Brasilien       | Italien              | 2–1                  | 4–2                  | Fifa Confederations Cup 2013      |
| 24                   | 30 juni 2013         | Estádio do Maracanã, Rio de Janeiro, Brasilien       | Spanien              | 2–0                  | 3–0                  | Fifa Confederations Cup 2013      |
| 25                   | 7 september 2013     | Estádio Nacional Mané Garrincha, Brasília, Brasilien | Australien           | 3–0                  | 6–0                  | Internationell vänskapsmatch      |
| 26                   | 10 september 2013    | Gillette Stadium, Foxborough, USA                    | Portugal             | 2–1                  | 3–1                  | Internationell vänskapsmatch      |
| 27                   | 12 oktober 2013      | Seoul World Cup Stadium, Seoul, Sydkorea             | Sydkorea             | 1–0                  | 2–0                  | Internationell vänskapsmatch      |
| 2014                 |                      |                                                      |                      |                      |                      |                                   |
| 28                   | 5 mars 2014          | FNB Stadium, Johannesburg, Sydafrika                 | Sydafrika            | 2–0                  | 5–0                  | Internationell vänskapsmatch      |
| 29                   | 5 mars 2014          | FNB Stadium, Johannesburg, Sydafrika                 | Sydafrika            | 3–0                  | 5–0                  | Internationell vänskapsmatch      |
| 30                   | 5 mars 2014          | FNB Stadium, Johannesburg, Sydafrika                 | Sydafrika            | 5–0                  | 5–0                  | Internationell vänskapsmatch      |
| 31                   | 3 juni 2014          | Estádio Serra Dourada, Goiânia, Brasilien            | Panama               | 1–0                  | 4–0                  | Internationell vänskapsmatch      |
| 32                   | 12 juni 2014         | Arena Corinthians, São Paulo, Brazil                 | Kroatien             | 1–1                  | 3–1                  | VM 2014                           |
| 33                   | 12 juni 2014         | Arena Corinthians, São Paulo, Brazil                 | Kroatien             | 2–1                  | 3–1                  | VM 2014                           |
| 34                   | 23 juni 2014         | Estádio Nacional Mané Garrincha, Brasília, Brasilien | Kamerun              | 1–0                  | 4–1                  | VM 2014                           |
| 35                   | 23 juni 2014         | Estádio Nacional Mané Garrincha, Brasília, Brasilien | Kamerun              | 2–1                  | 4–1                  | VM 2014                           |
| 36                   | 5 september 2014     | Hard Rock Stadium, Miami Gardens, USA                | Colombia             | 1–0                  | 1–0                  | Internationell vänskapsmatch      |
| 37                   | 14 oktober 2014      | National Stadium, Kallang, Singapore                 | Japan                | 1–0                  | 4–0                  | Internationell vänskapsmatch      |
| 38                   | 14 oktober 2014      | National Stadium, Kallang, Singapore                 | Japan                | 2–0                  | 4–0                  | Internationell vänskapsmatch      |
| 39                   | 14 oktober 2014      | National Stadium, Kallang, Singapore                 | Japan                | 3–0                  | 4–0                  | Internationell vänskapsmatch      |
| 40                   | 14 oktober 2014      | National Stadium, Kallang, Singapore                 | Japan                | 4–0                  | 4–0                  | Internationell vänskapsmatch      |
| 41                   | 12 november 2014     | Şükrü Saracoğlu Stadium, Istanbul, Turkiet           | Turkiet              | 1–0                  | 4–0                  | Internationell vänskapsmatch      |
| 42                   | 12 november 2014     | Şükrü Saracoğlu Stadium, Istanbul, Turkiet           | Turkiet              | 4–0                  | 4–0                  | Internationell vänskapsmatch      |
| 2015                 |                      |                                                      |                      |                      |                      |                                   |
| 43                   | 26 mars 2015         | Stade de France, Saint-Denis, Frankrike              | Frankrike            | 2–1                  | 3–1                  | Internationell vänskapsmatch      |
| 44                   | 14 juni 2015         | Estadio Municipal Germán Becker, Temuco, Chile       | Peru                 | 1–1                  | 2–1                  | Copa América 2015                 |
| 45                   | 8 september 2015     | Gillette Stadium, Foxborough, USA                    | USA                  | 2–0                  | 4–1                  | Internationell vänskapsmatch      |
| 46                   | 8 september 2015     | Gillette Stadium, Foxborough, USA                    | USA                  | 4–0                  | 4–1                  | Internationell vänskapsmatch      |
| 2016                 |                      |                                                      |                      |                      |                      |                                   |
| 47                   | 1 september 2016     | Estadio Olímpico Atahualpa, Quito, Ecuador           | Ecuador              | 1–0                  | 3–0                  | Kval till VM 2018                 |
| 48                   | 6 september 2016     | Arena da Amazônia, Manaus, Brasilien                 | Colombia             | 2–1                  | 2–1                  | Kval till VM 2018                 |
| 49                   | 6 oktober 2016       | Arena das Dunas, Natal, Brasilien                    | Bolivia              | 1–0                  | 5–0                  | Kval till VM 2018                 |
| 50                   | 10 november 2016     | Estádio Mineirão, Belo Horizonte, Brasilien          | Argentina            | 2–0                  | 3–0                  | Kval till VM 2018                 |
| 2017                 |                      |                                                      |                      |                      |                      |                                   |
| 51                   | 23 mars 2017         | Estadio Centenario, Montevideo, Uruguay              | Uruguay              | 3–1                  | 4–1                  | Kval till VM 2018                 |
| 52                   | 27 mars 2017         | Arena Corinthians, São Paulo, Brasilien              | Paraguay             | 2–0                  | 3–0                  | Kval till VM 2018                 |
| 53                   | 10 november 2017     | Stade Pierre-Mauroy, Villeneuve-d'Ascq, Frankrike    | Japan                | 1–0                  | 3–1                  | Internationell vänskapsmatch      |
| 2018                 |                      |                                                      |                      |                      |                      |                                   |
| 54                   | 3 juni 2018          | Anfield, Liverpool, England                          | Kroatien             | 1–0                  | 2–0                  | Internationell vänskapsmatch      |
| 55                   | 10 juni 2018         | Ernst-Happel-Stadion, Wien, Österrike                | Österrike            | 2–0                  | 3–0                  | Internationell vänskapsmatch      |
| 56                   | 22 juni 2018         | Krestovsky Stadium, Sankt Petersburg, Ryssland       | Costa Rica           | 2–0                  | 2–0                  | VM 2018                           |
| 57                   | 2 juli 2018          | Samara Arena, Samara, Ryssland                       | Mexiko               | 1–0                  | 2–0                  | VM 2018                           |
| 58                   | 7 september 2018     | MetLife Stadium, East Rutherford, USA                | USA                  | 2–0                  | 2–0                  | Internationell vänskapsmatch      |
| 59                   | 11 september 2018    | FedExField, Landover, USA                            | El Salvador          | 1–0                  | 5–0                  | Internationell vänskapsmatch      |
| 60                   | 16 november 2018     | Emirates Stadium, London, England                    | Uruguay              | 1–0                  | 1–0                  | Internationell vänskapsmatch      |
| 2019                 |                      |                                                      |                      |                      |                      |                                   |
| 61                   | 6 september 2019     | Hard Rock Stadium, Miami Gardens, USA                | Colombia             | 2–2                  | 2–2                  | Internationell vänskapsmatch      |